# Tokudaia muenninki
Tokudaia muenninki é uma espécie de roedor da família Muridae.
Apenas pode ser encontrada no Japão.
Os seus habitats naturais são: florestas temperadas.